# Trigona
Trigona es un género de himenópteros ápidos de la tribu Meliponini con más de 150 especies. Se encuentra en la región Neotropical: en México, América Central y América del Sur y en las islas del Caribe.
Tres especies de Trigona, las abejas buitre, se alimentan de carne. Son las únicas especies de abejas conocidas que no son herbívoras. Este comportamiento fue observado por primera vez en 1982.
Construyen sus nidos con cera y resinas vegetales que coleccionan. Suelen construir sus nidos en troncos huecos, ramas o bajo tierra.

## Etimología
Trigona: epíteto latino que significa "con tres ángulos".

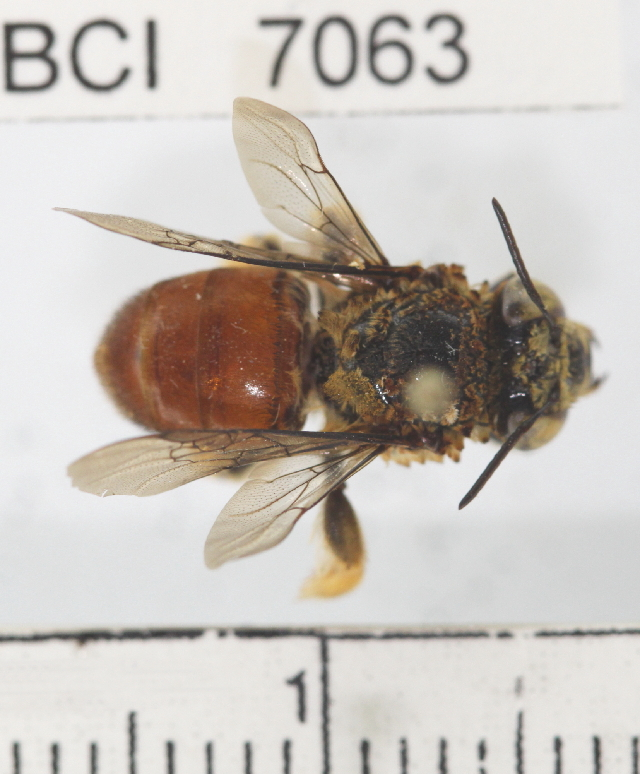
Trigona fuscipennis.

## Algunas especies
Algunas especies como Trigona carbonaria y T. hockingsi pertenecen ahora a otro género, Tetragonula
- Trigona barrocoloradensis [3]
- Trigona branneri — Mato Grosso (Brasil)[4]
- Trigona carbonaria —  Queensland (Australia)[5][6]
- Trigona chanchamayoensis — Mato Grosso (Brasil)[4]
- Trigona cilipes —  América
- Trigona collina —  Tailandia
- Trigona corbina —  Mesoámerica a Costa Rica
- Trigona iridipennis —  India, Sri Lanka
- Trigona ferricauda —  América[7]
- Trigona fulviventris —  México.
- Trigona fuscipennis —  México a Brasil.
- Trigona hockingsi — (Australia)[8]
- Trigona hyalinata —  Mato Grosso (Brasil)[4]
- Trigona minangkabau [3]
- Trigona nigerrima —  México, Costa Rica.
- Trigona nigra — México.
- Trigona pallens —  América
- Trigona recursa — Mato Grosso (Brasil)[4][7]
- Trigona silvestriana —  Costa Rica
- Trigona spinipes —  Arapuá (Brasil)[9]